# Anton Sloboda
Anton Sloboda (ur. 10 lipca 1987 w Powaskiej Bystrzycy) – słowacki piłkarz występujący na pozycji pomocnika w Spartaku Trnawa.

## Kariera
Sloboda jest wychowankiem klubu ze swojego rodzinnego miasta − Ravenu Powaska Bystrzyca. Następnie występował w rezerwach MFK Ružomberok, a od 2009 roku był zawodnikiem pierwszej drużyny. Rozegrał 49 spotkań w Corgoň Lidze i strzelił 4 bramki. Na początku 2012 roku został piłkarzem czeskiej Viktorii Žižkov, którą reprezentował przez dwanaście miesięcy. 24 stycznia 2013 roku podpisał kontrakt z Podbeskidziem Bielsko-Biała.
| Sezon       | Klub                       | Kraj     | Rozgrywki      | Mecze | Bramki |
| ----------- | -------------------------- | -------- | -------------- | ----- | ------ |
| 2008/09 (w) | MFK Ružomberok             | Słowacja | Corgoň Liga    | 2     | 1      |
| 2009/10     | MFK Ružomberok             | Słowacja | Corgoň Liga    | 24    | 1      |
| 2010/11     | MFK Ružomberok             | Słowacja | Corgoň Liga    | 14    | 0      |
| 2011/12 (j) | MFK Ružomberok             | Słowacja | Corgoň Liga    | 9     | 2      |
| 2011/12 (w) | Viktoria Žižkov            | Czechy   | Gambrinus Liga | 12    | 0      |
| 2012/13 (j) | Viktoria Žižkov            | Czechy   | Druha Liga     | 16    | 2      |
| 2012/13 (w) | Podbeskidzie Bielsko-Biała | Polska   | Ekstraklasa    | 13    | 1      |
| 2013/14     | Podbeskidzie Bielsko-Biała | Polska   | Ekstraklasa    | 26    | 2      |
| 2014/15     | Podbeskidzie Bielsko-Biała | Polska   | Ekstraklasa    | 20    | 1      |
| 2015/16     | Podbeskidzie Bielsko-Biała | Polska   | Ekstraklasa    | 11    | 0      |
| 2016/17     | Spartak Trnawa             | Słowacja | Corgoň Liga    | 24    | 4      |
| 2017/18     | Spartak Trnawa             | Słowacja | Corgoň Liga    |       |        |